# 歓喜院 (熊谷市)

齋藤実盛像

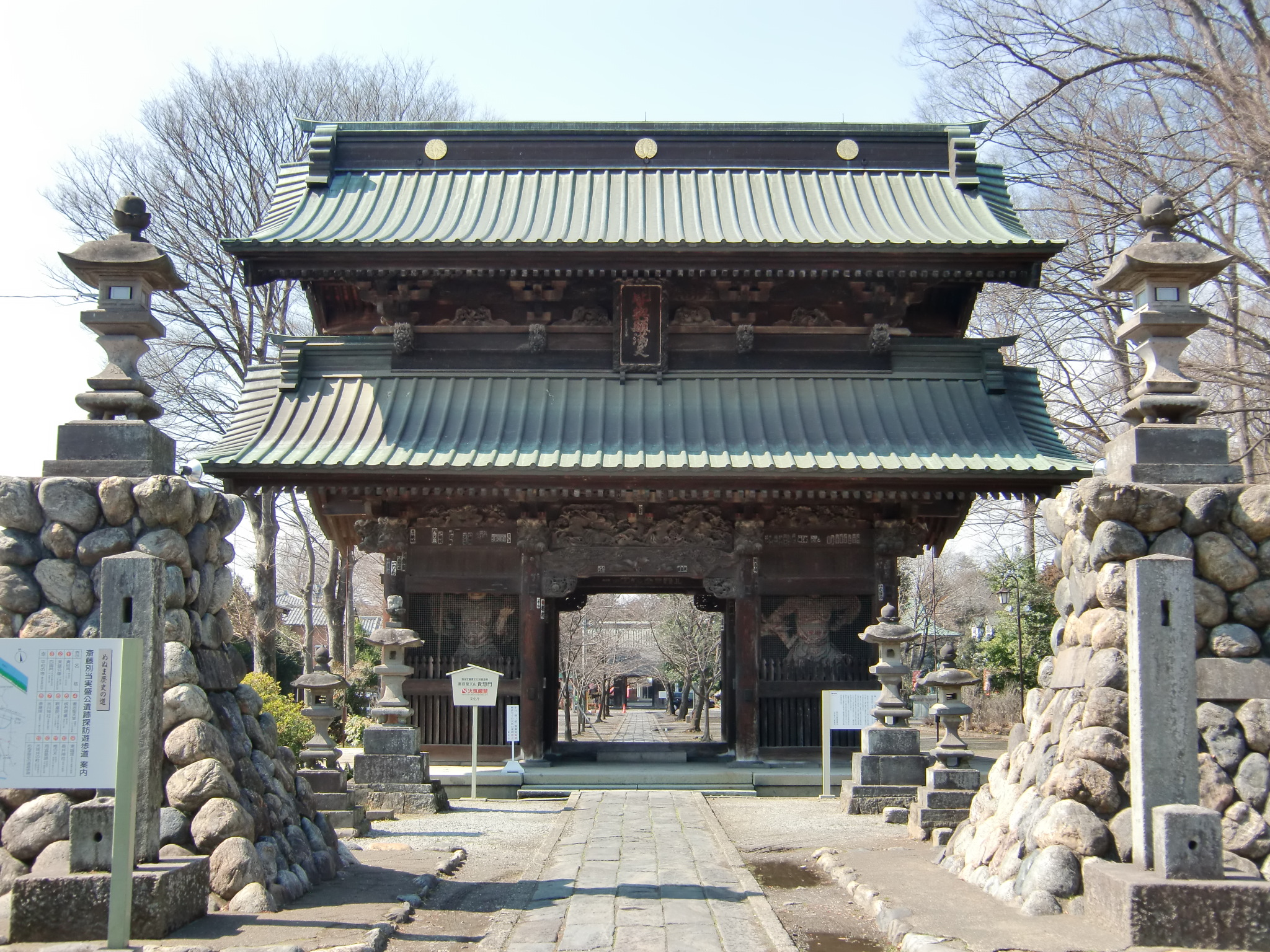
貴惣門

歓喜院（かんぎいん）は、埼玉県熊谷市妻沼（めぬま）にある高野山真言宗の仏教寺院である。日本三大聖天の一つとされる。一般的には山号に地名を冠した「妻沼聖天山（めぬましょうでんざん）」と呼称され、公式でも主にその名で案内される。
また、「埼玉日光」（国宝に指定される前は「埼玉の小日光」 ）とも称されている。参拝客や地元住民からは「（妻沼の）聖天様」などと呼ばれている。

## 歴史
寺伝では治承3年（1179年）に、長井庄（熊谷市妻沼）を本拠とした武将齋藤別当実盛が、守り本尊の大聖歓喜天（聖天）を祀る聖天宮を建立し、長井庄の総鎮守としたのが始まりとされている。その後、建久8年（1197年）、良応僧都（斎藤別当実盛の次男である実長）が聖天宮の別当寺院（本坊）として歓喜院長楽寺を建立し、十一面観音を本尊としたという。
鎌倉幕府初代将軍の源頼朝が参拝したほかにも、中世には忍（おし）城主の庇護を受け、近世初頭には徳川家康によって再興されたが、寛文10年（1670年）の妻沼の大火で焼失した。現存する聖天堂（本殿）は、享保から宝暦年間（18世紀半ば）にかけて再建されたものである。
平成15年（2003年）から平成23年（2011年）まで本殿の修復工事が行われ、平成22年（2010年）1月18日に本体工事の竣功式を、平成23年（2011年）6月1日に竣功奉告法会を執行し、同日から一般公開が始まっている。平成24年（2012年）7月9日に聖天堂（本殿）は国宝に指定された（埼玉県内における国宝建築物としては初めての指定）。

## 境内
- 本殿（聖天堂）
平成15年（2003年）から平成23年（2011年）までの修復工事により創建当初の極彩色の彫刻が蘇った。総工費は13億5千万円。9億6千万円が国と県と市の補助金、3億5千万円が信徒の寄付である。
奥殿の拝観には700円の入場料が必要（拝殿への通常の参拝には拝観料不要）。
- 大師堂
関東八十八箇所第88番結願所。
- 仁王門
万治元年（1658年）創立、明治24年台風により倒壊し、明治27年に再建された。
- 中門
- 護摩堂
- 実盛公像
齋藤別当実盛の像、平成8年（1996年）に建立。
- 貴惣門
境内入口の門。
- お祭り広場
- 平和の塔
- 軍荼利明王像
- 天満宮
- 五社神社
- 三宝荒神社
- 本坊本堂
- 善光寺三尊板碑（県指定有形文化財）

### 附属施設
- 学校法人聖天山学園 妻沼幼稚園（本坊の北西側に隣接、理事長兼園長は院主）

## 文化財

### 国宝

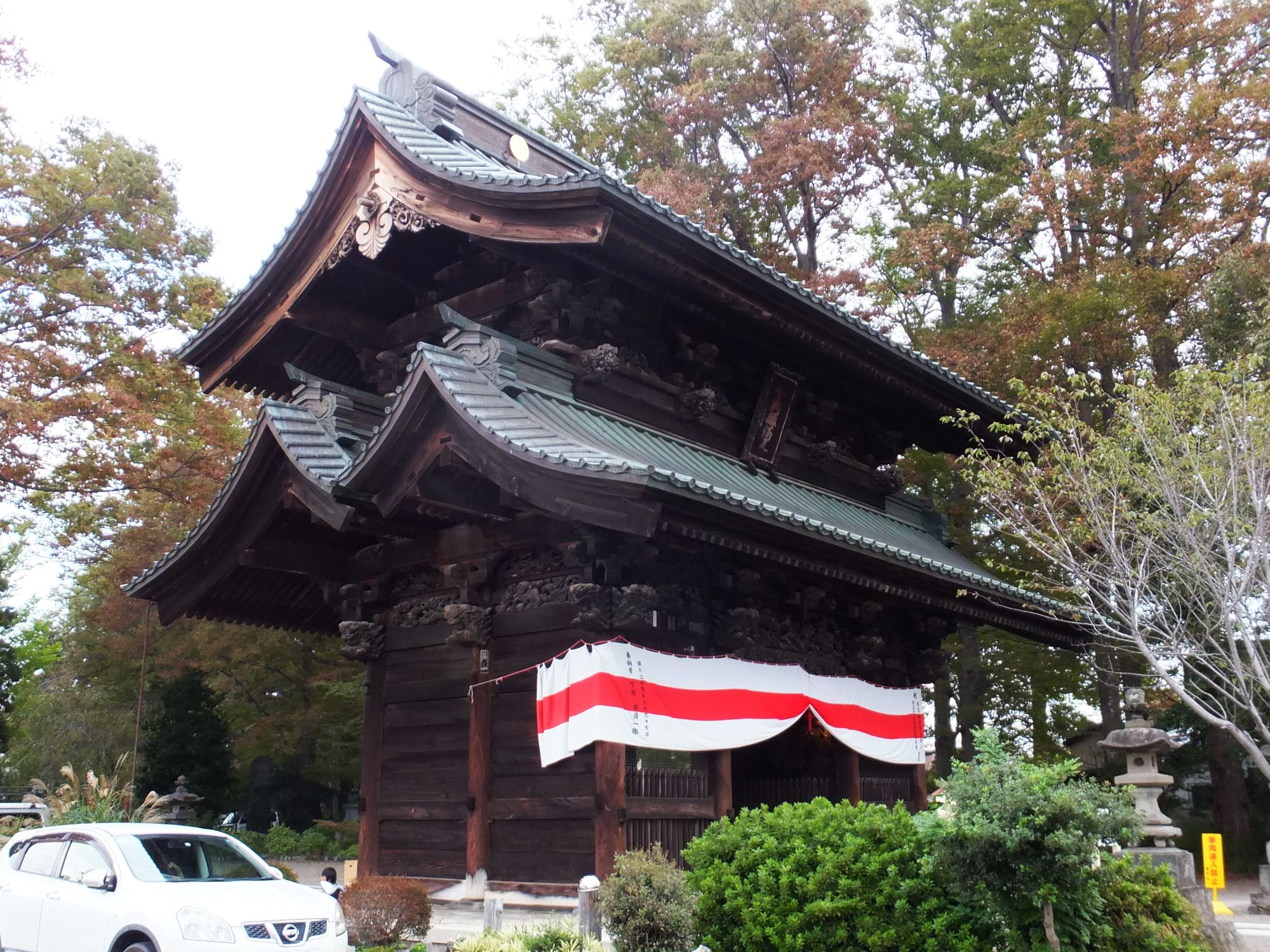
貴惣門側面

聖天堂（本殿）
拝殿・中殿（相の間）・奥殿からなる廟型式権現造（日光東照宮などに見られる、複数棟を一体とした建築形式）の建物である。大工棟梁は妻沼の名工林兵庫正清で幕府作事方棟梁の平内政信の子孫に当たり、子の正信の代まで享保20年（1735年）から宝暦10年（1760年）にわたる二十数年をかけて再建されたものである。奥殿は入母屋造、桁行3間・梁間3間、正面向拝付き、中殿は両下造（りょうさげづくり）、桁行3間・梁間1間、拝殿は入母屋造、桁行5間・梁間3間で、これらを接続して1棟とし、屋根はすべて瓦棒銅板葺きとする。
奥殿は内外ともに彫刻、漆塗、彩色、金具等を華麗にほどす装飾性の高い建築である。奥殿向拝南面羽目板の「鷲と猿」の彫刻は伝説的な彫刻職人の左甚五郎作とも伝承されるが実際の彫刻棟梁は石原吟八郎（吟八）と関口文治郎である。奥殿は柱、長押などの部材に地紋彫をほどこし、内法下の大羽目板には七福神、縁下には唐子遊びを題材とした彩色彫刻をほどこす。彫刻にはそれぞれ中国の故事にちなむ主題が見られ、唐破風下に「三聖吸酸」および「司馬温公の瓶割り」など、拝殿正面唐破風下には「琴棋書画」がある。2003年から2010年にかけて屋根葺き替えと彩色修理を中心とする修理が実施され、当初の彩色がよみがえった。2012年、国宝に指定。

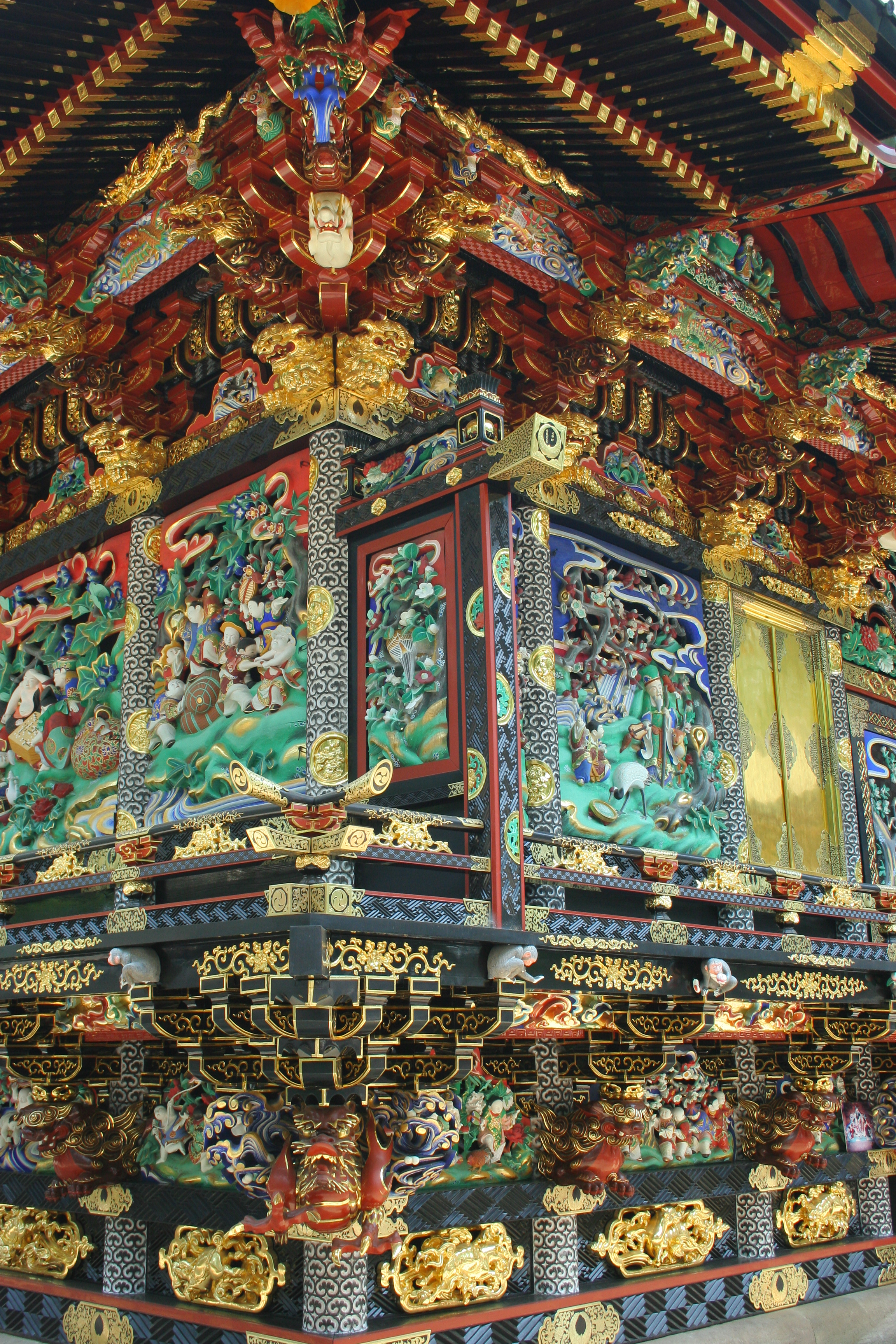
本殿（奥殿）の彫刻
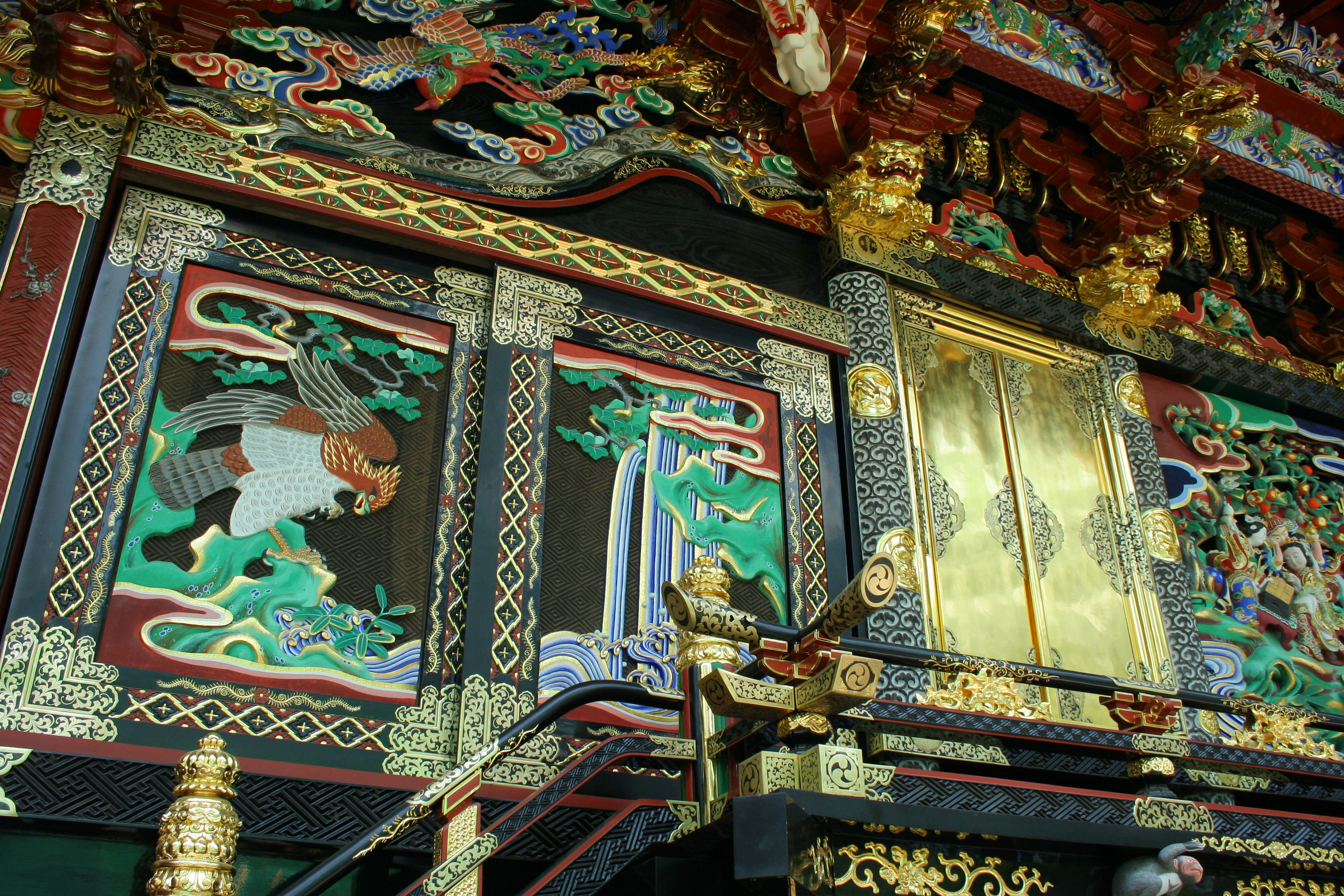
同左
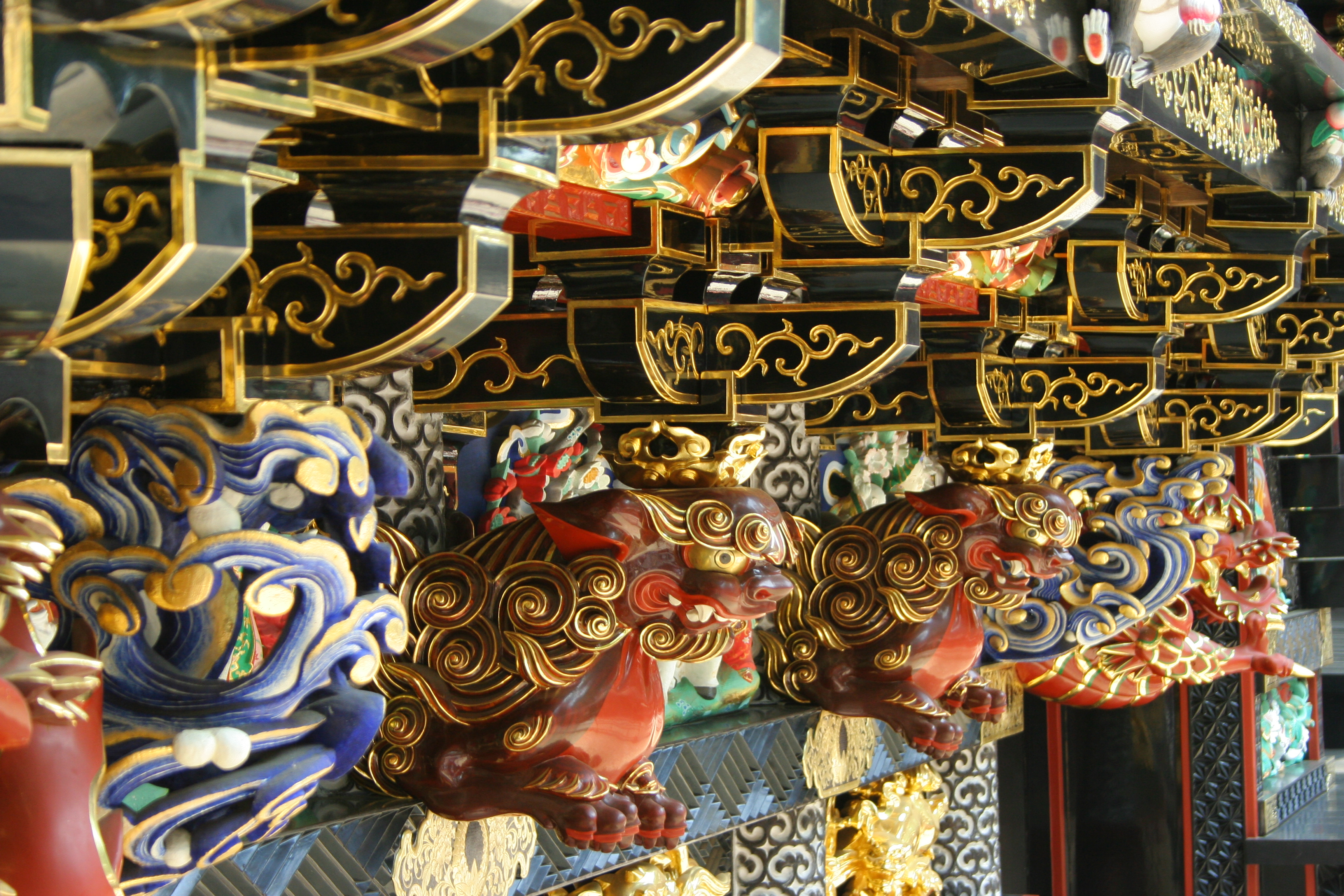
同左
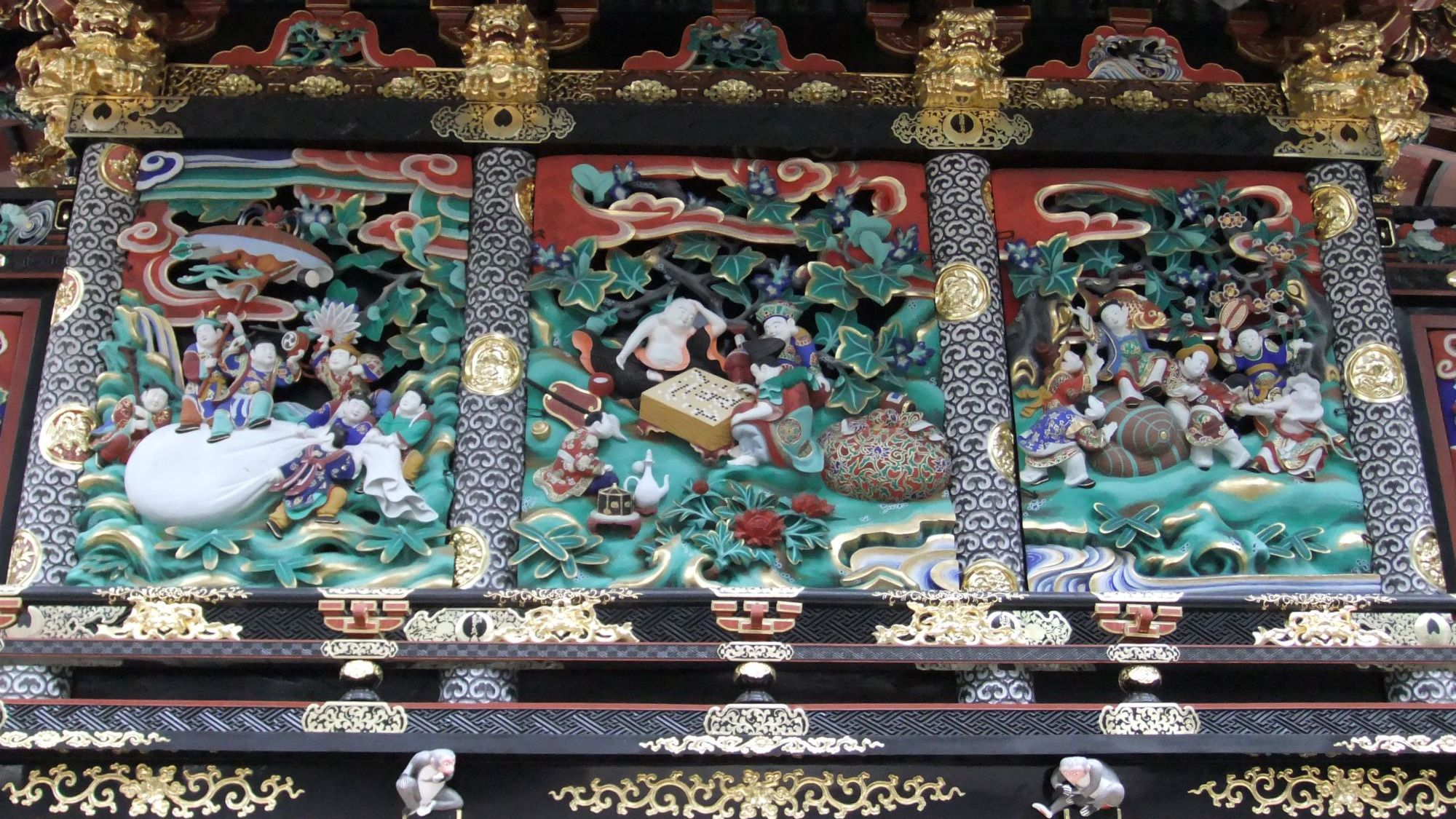
布袋と恵比寿の碁打ち
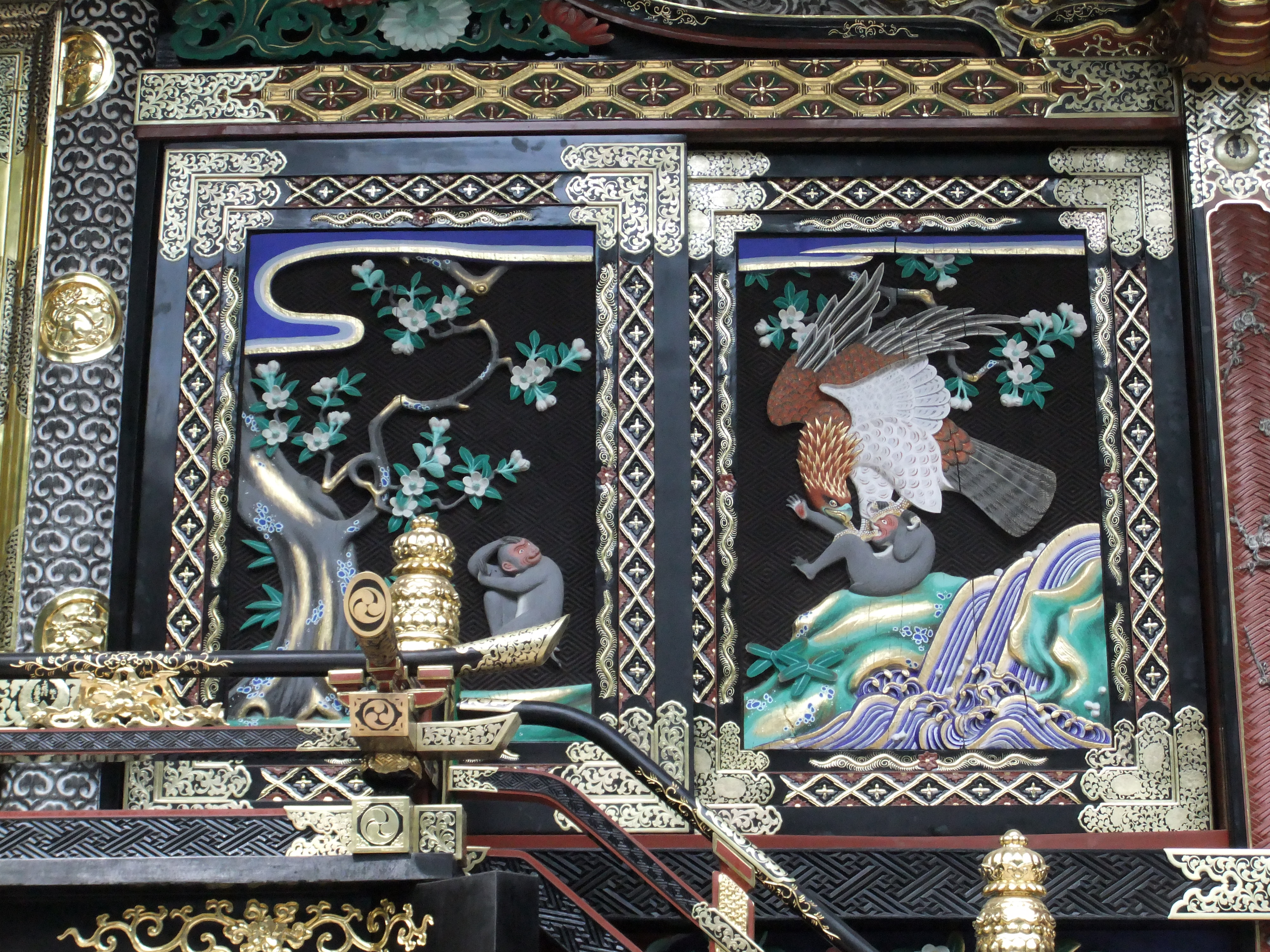
鷲と猿
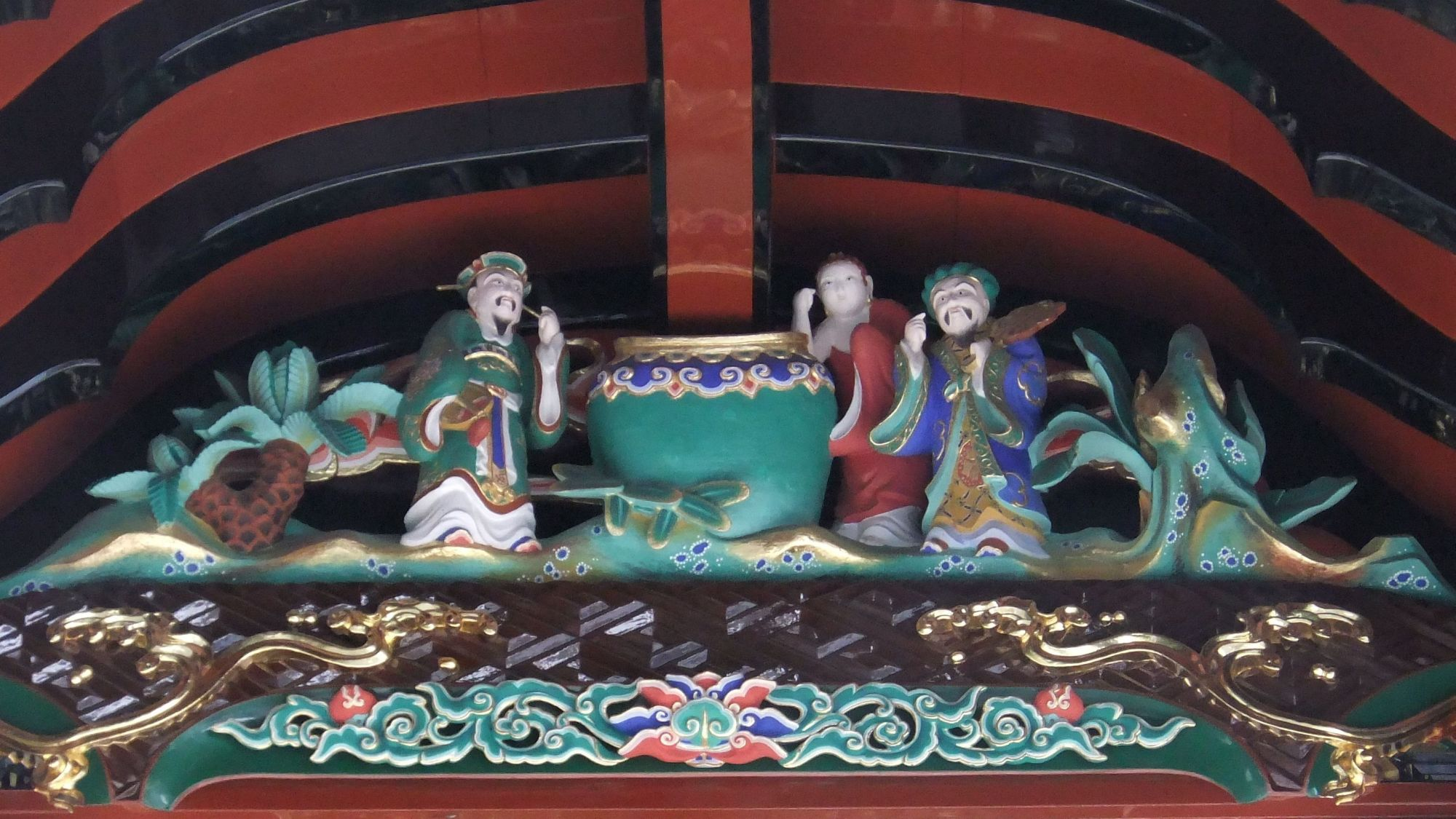
三聖吸酸
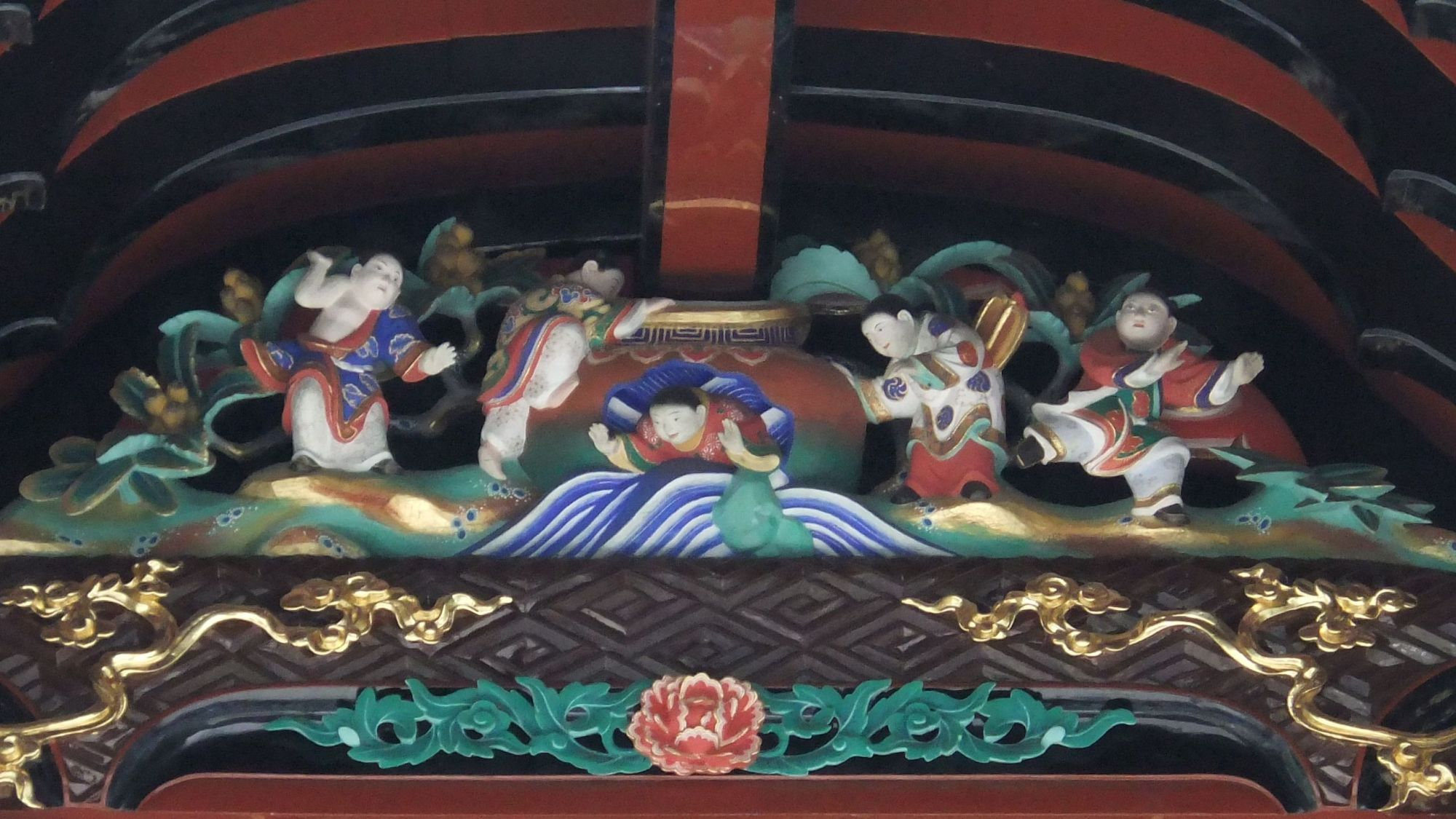
司馬温公の瓶割り

### 重要文化財（国指定）

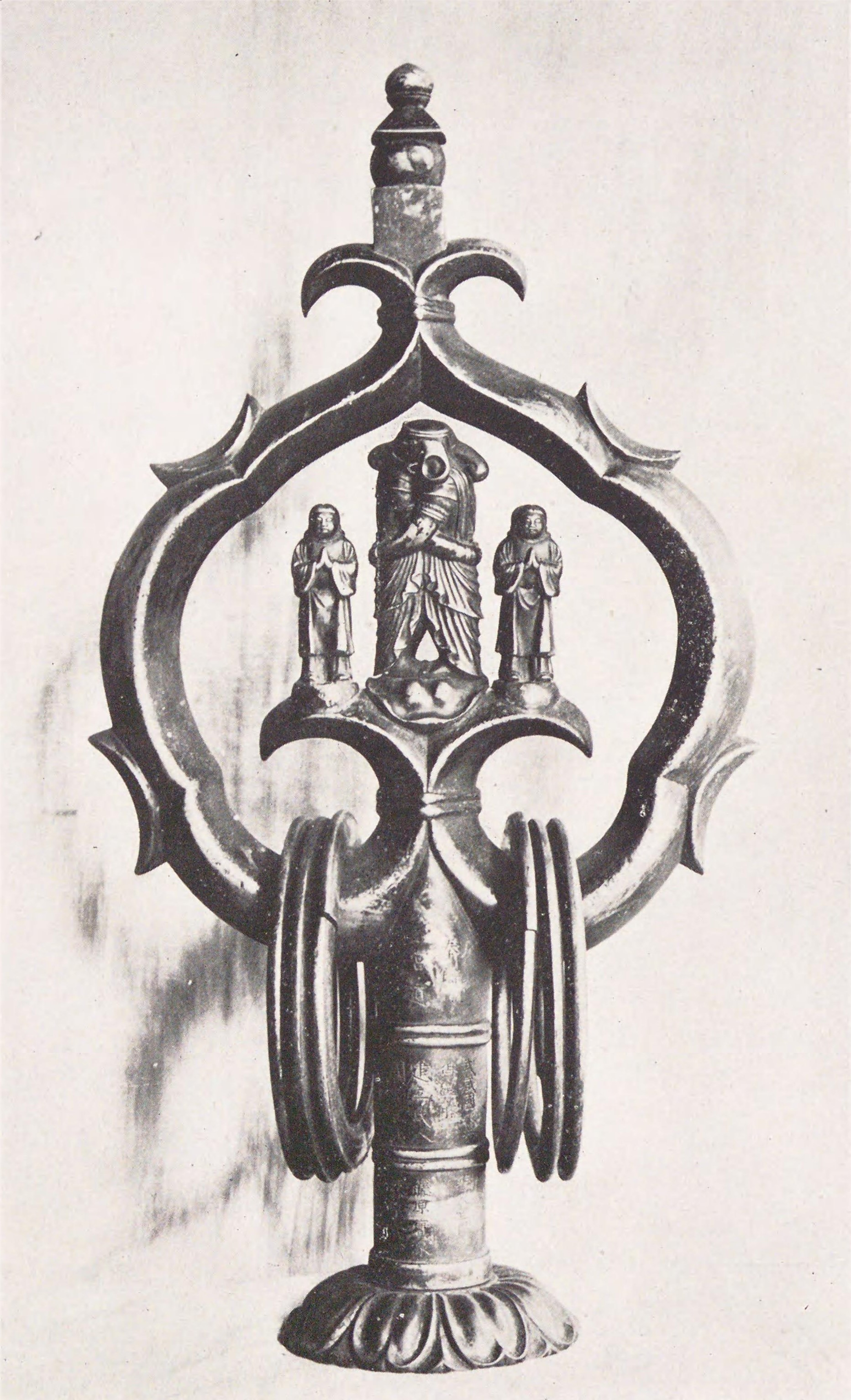
錫杖頭、中心に歓喜天と二童子の像を鋳出す。

- 貴惣門 - 境内正面入口に位置する高さ18mの銅板葺きの八脚門。屋根を上下二重とし、下重は前後に2つの切妻屋根を架け、側面から見ると3つの破風をもつ特異な形式の門。持国天、多聞天の像を左右に配置している。妻沼の林正道により、嘉永4年竣工、安政2年（1855年）頃の完成。
- 錫杖頭（しゃくじょうとう） - 聖天堂の秘仏本尊。建久8年（1197年）の銘があり、中心に歓喜天と二童子の像を鋳出す。錫杖とは、地蔵菩薩などが手に持つ杖のことで、杖の頭部に仏像を表すことがある。

### 登録有形文化財（国登録）
- 仁王門[8]
- 籠堂[8]
- 鐘楼[8]
- 閼伽井堂[8]
- 水屋[8]
- 三宝荒神社[8]
- 五社大明神[8]
- 天満社[8]
- 平和の塔[8]

## 行事
- 大縁日大祭法要 - 春季は4月18・19日、秋季は10月18・19日に行われる。
- 節分会 - 2月3日
- 囲碁の本因坊戦 - 2012年に第67期 本因坊道吾（山下敬吾） 対 井山裕太天元（タイトルは当時のもの）の第2局が行われた。5年後の2017年に第72期 本因坊文裕（井山裕太）対 本木克弥八段の第3局も行われた。

## 聖天寿司

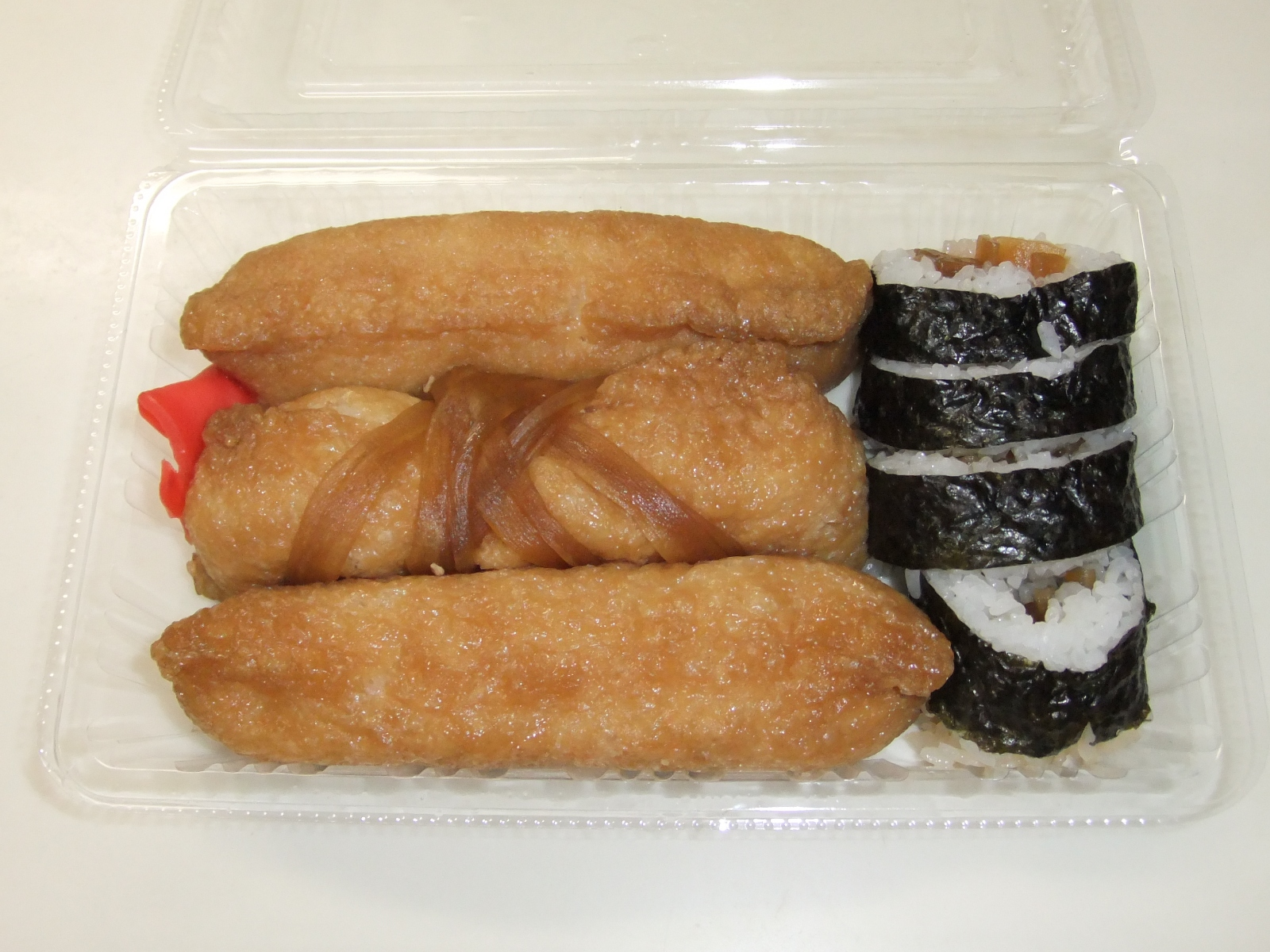
聖天寿司

妻沼地区（旧妻沼町）の名物にもなっている稲荷寿司である。一般的な稲荷寿司とは異なる細長い形状が特徴で、200年以上も伝わっている。
戦前までは、逆にこの細長い形状が一般的だったが、戦後の委託加工制度によって、握り寿司のサイズに規格が縮小統一された。しかし、妻沼地域では、細長い形状を維持するよう働きかけが行われた結果、今日まで続く名物寿司となっている。
巻き寿司とのセット（助六寿司）を基本として、これを専門に取り扱う寿司店が近隣に3軒ある。また、市内各地に類似商品を製造販売している企業が存在する（道の駅めぬまでの「吟ぎん寿し」など）。
2023年3月3日、文化庁『100年フード』「伝統の100年フード部門 ～江戸時代から続く郷土の料理～」に『妻沼のいなり寿司』として認定された。

## 交通

### 車
- 県道341号太田熊谷線沿い。また、本殿と本坊の間には、県道59号羽生妻沼線が通っており、「縁結び通り」（当院は縁結びの御利益があるとされていることから）と呼ばれる。
周辺に専用駐車場がある。ただし、太田熊谷線 - 貴惣門間の参道に面した駐車スペースおよび、本殿裏手の第6駐車場は参拝客使用不可（公式サイトや現地の案内等を参照のこと）。
なお、年始や春・秋大祭時などは混雑するため、熊谷市では南方にある市営めぬま観光駐車場に駐車し、散策しながら参拝することを勧めている。

### バス
- 朝日バス：熊谷駅北口6番のりば - [KM61] 太田駅行・[KM63] 西小泉駅行・[KM64] 妻沼聖天前行[注釈 1]にて、「妻沼聖天前」停留所下車。※ 22時以降の深夜帯は3番のりば発（上記の行先+[KM62] 西矢島行も利用可能）
- ゆうゆうバス（コミュニティバス）：グライダー号（熊谷駅南口 - 妻沼行政センター）・グライダーワゴン（妻沼循環）、「妻沼聖天前」停留所または「聖天山南入口」停留所下車。